# Śląskie Wiadomości Muzyczne
Śląskie Wiadomości Muzyczne – regionalne czasopismo poświęcone kulturze muzycznej Śląska ukazujące się w latach 1937-1939, określane jako "artystyczna kronika Regionu". Poza muzycznymi aktualnościami z kraju i z zagranicy umieszczano w nim także artykuły fachowe, naukowe i pedagogiczne z dziedziny muzyki. Redakcja opowiadała się za upowszechnieniem kultury muzycznej, umuzykalnieniem młodych, państwowym mecenatem nad artystami i solidnym kształceniem nowych pedagogów w Państwowym Konserwatorium Muzycznym w Katowicach. 

## Historia „Śląskich Wiadomości Muzycznych”
Pierwszy numer „Śląskich Wiadomości Muzycznych" ukazał się w styczniu 1937 roku. Powstanie czasopisma zostało zainicjowane przez Faustyna Kulczyckiego, który na jego łamach był wymieniany jako „kierownik komitetu redakcyjnego", choć w rzeczywistości redakcji „Wiadomości" przewodził Adam Mitscha. Wydawcą przez cały okres ich ukazywania się był Śląski Związek Muzyk Pedagogów założony w 1929 roku przez Witolda Friemanna. Gazeta nie dysponowała funduszami na opłacanie honorariów dla autorów. Pomimo tego, publikowali w niej autorzy cieszący się ogólnopolskim autorytetem w dziedzinie muzyki, m.in. Adolf Chybiński. Ostatnie  wydanie czasopisma ukazało się w sierpniu 1939 roku - dalsze funkcjonowanie "Śląskich Wiadomości Muzycznych" uniemożliwił wybuch II wojny światowej. Do tego czasu wydano 32 numery.

## Autorzy
W skład komitetu redakcyjnego wchodzili: Faustyn Kulczycki (kierownik), Adam Mitscha (sekretarz redakcji), Stanisław Bielicki, Józef Cetner, Władysława Markiewiczówna, Tadeusz Prejzner, Bronisław Romaniszyn, Marian Cyrus-Sobolewski. Poza nimi na łamach miesięcznika publikowali: Stefania Allinówna, Adolf Chybiński, Zbigniew Dymmek, Feliks Kwiatkowski, Michał Spisak, Roman Padlewski, Józef Powroźniak i Stanisław Wallis.